# Madonna di Castelfiorentino
La Madonna de Castelfiorentino es una pintura al temple y oro atribuida a Cimabue, datada en los años a.c.1283-1284. Mostrando una longitud media y el tipo de Virgen Odigitria, colgaba originalmente en la iglesia colegiata de San Lorenzo y Leonardo; actualmente se conserva en el Museo di Santa Verdiana en Castelfiorentino.
Con el tiempo fue atribuida a varios artistas, particularmente Duccio di Buoninsegna debido a sus semejanzas con su Madonna Crevole o Cimabue o una colaboración entre ambos. Después de una restauración en 1930-1931 por Giorgina Lucarini fue atribuida a Cimabue por la mayoría de historiadores de arte, ligeramente anterior a la Madonna Crevole de Duccio, incluyendo a Miklos Boskovitz y Luciano Bellosi, los dos expertos principales en arte medieval toscano. También se especuló que un joven Giotto pudiera haber contribuido al trabajo.